# 匙叶剑蕨
匙叶剑蕨（学名：Loxogramme grammitoides），也叫小叶剑蕨，为剑蕨属下的一个种，高5至8厘米，分布于中国和日本。

## 扩展阅读
維基物種上的相關：匙叶剑蕨